# Debbie Black
Debbie Black (ur. 29 lipca 1966 w Filadelfii) – amerykańska koszykarka występująca na pozycji rozgrywającej, po zakończeniu kariery zawodniczej trenerka koszykarska, obecnie trenerka żeńskiej drużyny akademickiej – Eastern Illinois Panthers.
Jest jedną z nielicznych, profesjonalnych koszykarek w historii, które uzyskały quadruple-double. 8 grudnia 1996, podczas konfrontacji z drużyną Atlanta Glory zanotowała 10 punktów, 14 zbiórek, 12 asyst i 10 przechwytów.

## Osiągnięcia
Na podstawie, o ile nie zaznaczono inaczej.

### NCAA
- 2-krotna mistrzyni Philadelphia Big 5
- Mistrzyni turnieju konferencji Atlantic 10
- Zaliczona do:
  - I składu:
    - konferencji Atlantic 10 (1988)
    - debiutantek Atlantic 10 (1985)

  - II składu Atlantic 10 (1986)
- Liderka wszech czasów uczelni w liczbie:
  - asyst (718)
  - przechwytów (572)

### WNBA
- Wicemistrzyni WNBA (2004)
- Defensywna Zawodniczka Roku WNBA (2001)[3]
- Liderka WNBA w przechwytach (2001)

### Inne drużynowe
- Mistrzyni Australii (WNBL – 1991)
- Wicemistrzyni Australii (1989, 1990)

### Inne indywidualne
- MVP finałów WNBL (1991)
- Defensywna Zawodniczka Roku ABL (1997)
- Zaliczona do:
  - II składu ABL (1997)
  - galerii sław sportu:
    - uczelni St. Joseph’s (2000)
    - Philadelphia Big Five (1995)
    - oddziału Bucks County stanu Pensylwania (2010)
    - stanu Pensylwania (listopad 2014)

  - Galerii Sław Koszykówki St. Joseph’s (1994)
- Liderka:
  - WNBL w:
    - asystach (1996)
    - przechwytach (1991, 1992, 1996)

  - ABL w przechwytach (1997, 1999)
  - wszech czasów ABL w przechwytach (330)
- Druga na liście wszech czasów ABL w asystach (608)

### Reprezentacja
- Zdobywczyni Pucharu Williama Jonesa (1985)